# Reijerskop
Reijerskop is een polder in de Nederlandse plaats Leerbroek, welke behoort tot de gemeente Vijfheerenlanden in de provincie Utrecht.